# Drachen – Ein Geschenk von Nachtschatten
Drachen – Ein Geschenk von Nachtschatten, auch Dragons – Das Geschenk des Nachtschattens (Originaltitel: Dragons: Gift of the Night Fury) ist ein US-amerikanischer Kurzfilm von DreamWorks Animation, der auf dem Film Drachenzähmen leicht gemacht aufbaut und 2011 als Weihnachtsedition erschienen ist. Die Geschehnisse spielen zeitlich ein Jahr nach dem ersten Film.

## Handlung
Es ist Winter in Berk und die jährlichen Festtage, genannt Snoggletog, stehen vor der Tür. Doch die diesjährigen Festtage versprechen anders zu werden als alle bisherigen, denn es ist das erste Mal, dass die Wikinger und die Drachen gemeinsam feiern werden. Hicks, der gerade noch im Bett lag und von seinem Drachen Ohnezahn, der auf dem Dach des Hauses umherspringt, geweckt wird, macht sich schließlich gemeinsam mit ihm auf zur täglichen Flugstunde. Währenddessen laufen in Berk die Festtagsvorbereitungen, bis plötzlich eine Drachenherde auftaucht, denen sich die Drachen des Dorfes anschließen und ebenfalls davonfliegen. Hicks, der selbst von der Drachenherde überrascht wird, kehrt schließlich mit Ohnezahn nach Berk zurück, hat aber ebenfalls keine Erklärung, wohin die Drachen geflogen sein könnten.
Die Situation, dass Ohnezahn, der ohne Reiter nicht fliegen kann, nicht mit den anderen Drachen davonfliegen konnte, kränkt Hicks und so beschließt er, eine Schwanzprothese zu bauen, die Ohnezahn das eigenständige Fliegen erlauben soll. Als Hicks Ohnezahn die Prothese anlegt, fliegt Ohnezahn kurzerhand davon, scheinbar den anderen Drachen hinterher.
In der Zwischenzeit sind drei Tage vergangen und die Stimmung in Berk ist getrübt, da alle ihre Drachen vermissen, nur Fischbein ist in bester Laune. Hicks folgt ihm deshalb heimlich und stellt fest, dass Fischbein seinen Drachen Fleischklops eingesperrt hat, damit dieser nicht wegfliegen kann. Fleischklops reißt sich daraufhin los, Hicks wird unfreiwilliger Passagier und fliegt dann denselben Weg, den zuvor bereits die anderen Drachen geflogen sind.
Schließlich angekommen wird Hicks Zeuge von etwas Unglaublichem: Eine paradiesische Insel, auf der sich alle Drachen versammelt haben, um ihre Kinder in Ruhe zur Welt zu bringen. Als er sich auf der Insel umschaut, entdeckt Hicks die Drachen von seinen Freunden, jedoch keinen Ohnezahn, und er stellt fest, dass die Dracheneier beim Schlüpfen explodieren, was wohl einer der Gründe ist, warum sich die Drachen zurückziehen. Hicks, sichtlich beruhigt, dass es den Drachen gut geht, möchte daraufhin mit Hakenzahn zurück nach Berk fliegen, doch auch die anderen Drachen sowie ihre neugeborenen Babys schließen sich dem Rückflug an.
In Berk angekommen, ist die Freude über die Rückkehr der Drachen groß, und die Wikinger machen sich auf den Weg in die Große Halle zum Feiern. Nur Hicks ist immer noch traurig, da Ohnezahn noch immer nicht zurück ist. Doch kurz darauf taucht auch Ohnezahn wieder auf und bringt Hicks seinen Wikingerhelm, den er bei seiner letzten Flugstunde im Meer verloren hatte, wieder zurück. Am nächsten Tag wird Hicks erneut von Ohnezahn geweckt, der daraufhin kurzerhand seine neue Schwanzprothese, mit der er selber fliegen kann, zerstört, um Hicks damit zu zeigen, dass er nicht ohne ihn fliegen möchte.

## Veröffentlichung
Der Kurzfilm wurde in Deutschland erstmals am 8. November 2012 auf DVD veröffentlicht.
Die Erstausstrahlung im deutschen Fernsehen erfolgte im Rahmen der Legenden-Reihe am 13. März 2015 auf Super RTL.
Seit dem 20. Dezember 2018 ist der Kurzfilm Drachen – Ein Geschenk von Nachtschatten zusammen mit Die Geschichte vom Knochenräuber-Drachen, Buch der Drachen und Dragons – Das große Drachenrennen als DVD unter dem Titel Drachenzähmen leicht gemacht – Die Kurzfilm-Collection erhältlich.

## Synchronisation
Die deutsche Synchronisation entstand bei der Interopa Film GmbH in Berlin unter der Regie von Susanna Bonasewicz. Das Dialogbuch schrieb Alexander Löwe.
| Originalrollenname            | Originalsprecher         | Deutscher Rollenname  | Deutscher Sprecher  |
| ----------------------------- | ------------------------ | --------------------- | ------------------- |
| Hiccup Horrendous Haddock III | Jay Baruchel             | Hicks der Hüne III.   | Daniel Axt          |
| Stoick the Vast               | Gerard Butler            | Haudrauf der Stoische | Dominic Raacke      |
| Gobber the Belch              | Craig Ferguson           | Grobian der Rülpser   | Thomas Nero Wolff   |
| Astrid Hofferson              | America Ferrera          | Astrid Hofferson      | Emilia Schüle       |
| Fishlegs Ingerman             | Christopher Mintz-Plasse | Fischbein Ingerman    | Hannes Maurer       |
| Snotlout Jorgenson            | Jonah Hill               | Rotzbakke Jorgenson   | Tim Sander          |
| Tuffnut Thorston              | T. J. Miller             | Taffnuss Thorston     | Nico Sablik         |
| Ruffnut Thorston              | Kristen Wiig             | Raffnuss Thorston     | Britta Steffenhagen |

## Auszeichnungen
Drachen – Ein Geschenk von Nachtschatten war bei den Annie Awards 2013 in der Kategorie Best Animated Special Production nominiert.